# John List
John Emil List (17 de setembro de 1925 – 21 de março de 2008) foi um assassino em massa estadunidense.
Em 1971,John E.List assassinou sua família,sua esposa,mãe,filha e seus dois filhos,após cometer os assassinatos,deixou uma carta à seu pastor,e fugiu da cidade.

## História
John List foi um pai de família americano que parecia ter uma vida feliz com sua família em Westfield, Nova Jersey. Ele ganhava um bom salário como contabilista. O que ninguém sabia era que ele estava muito frustrado por não ser capaz de controlar a sua família, especialmente sua filha, Patty. Ele estava tão desesperado que ele decidiu matar não apenas seus três filhos, mas também sua mãe e esposa, planejando cuidadosamente os assassinatos. Anunciado para todo mundo que eles iriam para a Carolina do Norte por algumas semanas. Então, em 9 de novembro de 1971, matou a sua esposa e mãe, quando os filhos estavam na escola e, em seguida, matou seus filhos, um por um, como eles voltaram da escola e de outras atividades. Em seguida, foi para o aeroporto e pegou um voo para um aeroporto no Colorado, sem que ninguém tivesse percebido o que tinha acontecido. Um mês se passou até que as autoridades descobriram os corpos de sua família e todo mundo pensou que eles estavam de férias. Eles tentaram encontrar John List, mas ele tinha desaparecido.
John List foi para o Colorado, onde começou a ser chamado de "Bob Clark". Casou-se novamente e tornou-se altamente respeitado, e voluntariado para vários serviços na comunidade. Ele então se mudou com sua esposa para a Virgínia, onde ele também era muito respeitado na comunidade como "Bob Clark." 
Em 1989, foi apresentado um documentário na televisão nos Estados Unidos sobre os assassinatos de John List.  Uma senhora moradora da Virginia reconheceu a foto dele e percebeu que seu vizinho não era o respeitado Bob Clark, mas o assassino John List. Ela chamou as autoridades que prenderam John List, que foi condenado a passar o resto da vida na prisão. List morreu em 2008.